# Médard Zanou
Médard Ivonnick Zanou (Porto-Novo, 6 giugno 1986 – Cotonou, 8 novembre 2009) è stato un calciatore beninese, di ruolo centrocampista.

## Biografia
È morto per arresto cardiaco durante un allenamento.

## Carriera

### Nazionale
Ha partecipato ai Mondiali Under-20 del 2005. Tra il 2006 ed il 2007 ha giocato 2 partite in nazionale maggiore.